# Sant'Antioco
Sant'Antioco (sardinski: Santu Antiògu) je grad i općina (comune) u pokrajini Južnoj Sardiniji u regiji Sardiniji, Italija. Nalazi se na nadmorskoj visini od 7 metara i ima 11 272 stanovnika.
 Prostire se na 87,90 km². Gustoća naseljenosti je 128 st/km².
Susjedne općine su: Calasetta i San Giovanni Suergiu.